# Fontinalis duriaei
Fontinalis duriaei är en bladmossart som beskrevs av W. P. Schimper 1876. Fontinalis duriaei ingår i släktet näckmossor, och familjen Fontinalaceae. Inga underarter finns listade i Catalogue of Life.